# Réserve écologique Marcelle-Gauvreau
La réserve écologique Marcelle-Gauvreau est située à 22 km au nord-ouest de Sacré-Cœur, au nord de la rivière Sainte-Marguerite.  Ce site protège des écosystèmes représentatifs du contrefort des Laurentides au Saguenay.  Le nom de la réserve rend hommage à Marcelle Gauvreau (1907-1968), une vulgarisatrice scientifique qui participa à la rédaction de la Flore laurentienne. 

## Toponymie
La réserve écologique Marcelle-Gauvreau a été nommée en l'honneur de Marcelle Gauvreau (1907-1968). Cette dernière a été une collaboratrice de Marie-Victorin. Elle a entre autres participé à la rédaction de la Flore laurentienne, et mis sur pied une école d'initiation à l'histoire naturelle des enfants de 4 à 7 ans, L'Éveil.

## Géographie
La réserve écologique Marcelle-Gauvreau est située à 65 km à l'est de Saguenay et à 22 km au nord-ouest de Sacré-Cœur,. Elle a une superficie de 116,5 ha. Elle est entièrement située dans le territoire non organisé de Mont-Valin. Elle est limitrophe de part et d'autre de la forêt ancienne de la Rivière-Sainte-Marguerite. Elle partage aussi ses limites avec la réserve aquatique de la Vallée-de-la-Rivière-Sainte-Marguerite et fait partie avec elle d'un réseau0 d'aires protégées de plus de 2 000 km2,. Elle partage aussi ses limites avec la zec Chauvin, une zone de gestion de chasse et pêche.
La région environnante de la réserve est composée de buttes orientées sud-ouest–nord-est avec une altitude allant de 100 à 500 m entre le fond de la vallée de la rivière Sainte-Marguerite et le sommet de la colline. Le substrat rocheux est composé de gneiss à quartz et de gneiss charnockitiques. Les dépôts meubles sont composés de till mince et le roc affleure aux endroits les plus accidentés. Le drainage est généralement bon à modérément bon.

## Flore
La flore de la réserve est grandement influencée par son relief. Les escarpements et des éboulis sont colonisés par la pinède blanche, la pinède blanche à sapin et thuya occidental et la sapinière à thuya occidental. Au haut des versant, on y rencontre plutôt le pin rouge qui est associé au pin blanc. Quant aux sommets, ils sont colonisés par la pessière noire à kalmia à feuilles étroites et la pessière noire à cladonies, qui forment des peuplements ouverts.

## Histoire
La réserve écologique Marcelle-Gauvreau a été créée par décret le 30 mai 1990.